# Самуїл (князь Кахетії)
Самуїл (Самоел) I (груз. სამოელი; д/н — 861) — 3-й еріставі-хорєпископ Кахетії в 839—861 роках.

## Життєпис
Походив з гардабанського шляхетського роду Донаурі, яке мало кавказоалбанське або вірменське походження. Про молоді роки обмаль відомостей. Існує припущення, що був сином священника, а потім зайняв його місце.
839 року після смерті князя Ваче обирається новим правителем Кахетії. Переніс резиденцію до Тіанеті. Продовжив антиарабську політику та збереження союзу з Тбіліським еміратом. Крім того уклав союзи з Гуарамом Мампалі з династії Багратіоні та вірменським спарапетом Смбатом VIII Багратуні.
У 840—842 роках спільно з тбіліським еміром Саакою ібн Ісмаїлом боровся проти Халіда ібн Язіда, валі і еміра аль-Армінії, та Баграта I, ерісмтавара Іберії. 842 року в битві біля міста Рех Самуїл з союзником змусив відступити супротивників. Того ж року в битві при Гавазі завдав поразки арабам, що спробували атакувати Кахетію.
853 року знову рушив на допомогу Тбілісі, який взяли в облогу арабські війська на чолі із бугою аль-Кабіром. Проте війська еміра і хорєпископа зазнали поразки, а невдовзі Тбілісі впало. Проте Самуїл відступив у гірські райони, де продовжив боротьбу. Того ж року він завдав поразки Баграту I, що повертався після невдалого походу проти Абхазії, а невдовзі у битві біля Джваріс-Гверді також переміг Бугу, який вимушений був залишити Кахетію і Картлі. Протягом 854 року з переміним успіхом боровся проти мусульманських загонів в Гардабані. За цим Буга аль-Кабір знову вдерся до Кахетії, але в якісь прикордонній місцині Самуїл знову здобув перемогу. Сучасний історик Маріам Лордкіпанідзе розглядає цю поразку Буги від Самуїла як кінець панування Багдадського халіфата над Грузією.
В наступні роки поступово встановлює дружні відносини з Абхазьким царством. Також марно намагався підкорити державу Гереті. Помер 861 року. Владу успадкував його небіж Гавріїл.